# Story (Wyoming)
Story es un lugar designado por el censo ubicado en el condado de Sheridan en el estado estadounidense de Wyoming. En el año 2010 tenía una población de 828 habitantes y una densidad poblacional de 67.12 personas por km².

## Geografía
Story se encuentra ubicado en las coordenadas 44°34′40.07″N 106°55′18.98″O / 44.5777972, -106.9219389. Según la Oficina del Censo, la localidad tiene un área total de 35,6 km² (13,7 mi²), de la cual 35,6 km² (13,7 mi²) es tierra y 0 km² (0 mi²) (0.0%) es agua.

### Localidades adyacentes
El siguiente diagrama muestra a las localidades en un radio de 64 kilómetros (39,8 mi) de Story.

## Demografía
En el 2000 la renta per cápita promedia del hogar era de $33.125, y el ingreso promedio para una familia era de $45.000. El ingreso per cápita para la localidad era de $20.053. En 2000 los hombres tenían un ingreso per cápita de $29.028 contra $23.958 para las mujeres. Alrededor del 15.3% de la población estaba bajo el umbral de pobreza nacional.